# Віялохвістка білоброва
Віялохвістка білоброва (Rhipidura aureola) — вид горобцеподібних птахів родини віялохвісткових (Rhipiduridae).

## Поширення
Вид поширений в Південній та Південно-Східній Азії від Східного Пакистану до південного Індокитаю. Мешкає у тропічних вологих лісах.

## Опис
Дрібний птах, завдовжки до 18 см. У нього темно-коричнева верхня частина, з білими плямами на крилах і білувата нижня частина. Віялоподібний хвіст окантований білим кольором, а на лобі є довга біла смуга. Горло та лоральна маска — чорнуваті та облямовані білуватими смугами.